# Simca-Fiat 11CV
La 11CV era un'autovettura di fascia alta prodotta dal 1934 al 1937 dalla Casa automobilistica italo-francese Simca-Fiat.

## Storia e profilo
Presentata in anteprima l'11 giugno 1934 ad un concorso d'eleganza, e ufficialmente al Salone di Parigi nell'autunno dello stesso anno, la 11CV altro non era che la Fiat 518 "Ardita" con marchio Simca. In realtà, tale vettura, che in Italia fu introdotta l'anno prima, fu prodotta su licenza inizialmente dalla SAFAF, l'azienda affiliata alla Fiat dalle cui ceneri, di lì a pochissimo, sarebbe nata la Simca, sempre legata alla Casa torinese fino al 1950. 

La 11CV era disponibile come berlina a 5 o 7 posti e come cabriolet, riprendeva praticamente del tutto il corpo vettura originale Fiat ed era equipaggiata da un motore a 4 cilindri in linea da 1944 cm³ di cilindrata, con distribuzione a valvole laterali. La testata poteva essere in ghisa o in lega di alluminio, perciò la potenza massima variava a seconda dei due casi. Nel caso della testata in ghisa si arrivava a 45 CV a 3600 giri/min, mentre nel caso della testata in alluminio si arrivava a 54 CV a 3800 giri/min.

La trazione era posteriore, con frizione monodisco a secco, ed il cambio era manuale a 4 marce, con terza e quarta sincronizzate.

La velocità massima era di 115 km/h.

Per queste caratteristiche, la 11CV dovette confrontarsi con vetture assai più moderne nel look e nelle soluzioni tecniche, come per esempio la Citroën Traction Avant. Ma per chi voleva (e poteva permettersi) una vettura di fascia alta impostata in maniera tradizionale, la 11CV poteva essere una buona soluzione.

Nel novembre 1934, nacque la Simca, per cui la 11CV, lanciata pochi mesi prima con il marchio SAFAF, cambiò marchio e divenne una Simca.

La Simca-Fiat 11CV fu prodotta in circa 2200 esemplari fino al 1937.